# میرا (ویسکانسین)
میرا (به انگلیسی: Myra) یک منطقهٔ مسکونی در ایالات متحده آمریکا است که در شهرستان واشینگتن، ویسکانسین واقع شده‌است.